# Robert W. Bonynge

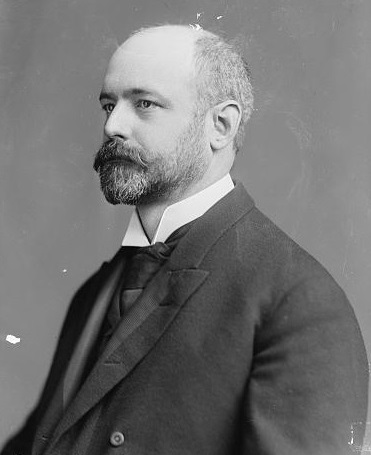
Robert W. Bonynge

Robert William Bonynge (* 8. September 1863 in New York City; † 22. September 1939 ebenda) war ein US-amerikanischer Politiker. Zwischen 1904 und 1909 vertrat er den ersten Wahlbezirk des Bundesstaates Colorado im US-Repräsentantenhaus.

## Werdegang
Robert Bonynge besuchte die öffentlichen Schulen in New York und studierte anschließend am Columbia College Jura. Nach seiner im Jahr 1885 erfolgten Zulassung als Rechtsanwalt begann er in seiner Heimatstadt bis 1888 in diesem Beruf zu arbeiten. Dann zog er nach Denver in Colorado, wo er ebenfalls als Anwalt praktizierte.
Bonynge wurde Mitglied der Republikanischen Partei. Zwischen 1893 und 1894 war er Abgeordneter im Repräsentantenhaus von Colorado. Im Jahr 1900 kandidierte er erstmals erfolglos für einen Sitz im US-Kongress; bei den Wahlen des Jahres 1902 unterlag er dann John F. Shafroth. Er legte aber gegen den Ausgang der Wahlen Widerspruch ein. Nachdem Shafroth noch vor einer Entscheidung über die Wahlanfechtung von sich aus sein Mandat zur Verfügung gestellt hatte, übernahm Bonynge am 16. Februar 1904 dessen Sitz im US-Repräsentantenhaus. Da er bei den Wahlen der Jahre 1904 und 1906 jeweils bestätigt wurde, konnte er den ersten Distrikt von Colorado bis zum 3. März 1909 im Kongress vertreten. Bei den Wahlen des Jahres 1908 verlor er gegen den Demokraten Atterson W. Rucker.
Nach seinem Ausscheiden aus dem Kongress war Bonynge bis 1912 Mitglied der Nationalen Währungskommission (National Monetary Commission). Danach arbeitete er wieder als Anwalt. Im November 1912 verlegte er seine Praxis von Denver nach New York City. Von 1916 bis 1918 war er Berater der Industriekommission des Staates New York. 1923 wurde er Vertreter der US-Regierung (agent) gegenüber der German American Mixed Claims Commission, einer deutsch-amerikanischen Kommission, die über Ansprüche zwischen den beiden Staaten als Folge des Ersten Weltkrieges verhandelte. Im Jahr 1927 war er in einer ähnlichen Kommission, die sich mit Ansprüchen an Österreich und Ungarn befasste. Danach ist Bonynge politisch nicht mehr in Erscheinung getreten. Er starb im September 1939 in seiner Heimatstadt New York.